# Cogolludo
Cogolludo è un comune spagnolo di 600 abitanti situato nella comunità autonoma di Castiglia-La Mancia.